# Маміашвілі Михайло Геразійович
Маміашвілі Михайло Геразійович (нар. 21 листопада 1963, Конотоп, Сумська область, Українська РСР, СРСР) — радянський борець греко-римського стилю, Олімпійський чемпіон, Заслужений майстер спорту СРСР (1988), Заслужений тренер СРСР (1992).

## Початок виступів
Народився 21 листопада 1963 р. в м. Конотоп Сумської області. З 13 років почав заняття боротьбою. Перший тренер — Єфремов Анатолій Семенович. З 1970 року по 1978 М.Маміашвілі навчався в Конотопській загальноосвітній школі № 7. У 1974 році почав займатися класичною боротьбою в ДЮСШ.
У 1978 році з батьками переїхав до Москви, де продовжив заняття боротьбою в борцівському центрі олімпійської підготовки «Трудові резерви» під керуванням тренера Е. К. Задиханова. Виступав за спортивне товариство «Трудові резерви».

## Перші перемоги
У 1982 році виграв Всесоюзні гри молоді. У 20-річному віці у 1983 році М.Маміашвілі виграв багато змагань: Спартакіаду народів СРСР, чемпіонат світу серед юніорів, чемпіонат СРСР, а також чемпіон світу з боротьби. Як наймолодший учасник чемпіонату в Києві був визнаний найбільш технічним борцем чемпіонату.

## Олімпійські ігри 1988 року
На Олімпійських іграх 1988 року в Сеулі виступав у категорії до 82 кілограмів.
Змагання:
- В першому колі на 5-й хвилині за явною перевагою з рахунком 15:0 виграв у Убальдо Родрігеса (Пуерто-Рико);
- У другому колі на 5-й хвилині виграв у Ернесто Рацціно (Італія) з огляду на пасивне ведення боротьби противником;
- В третьому колі на 6-й хвилині програв Богдану Дарашу (Польща) з огляду на пасивне ведення боротьби;
- В четвертому колі за балами з рахунком 11:0 виграв у Майка Буллмана (Німеччина);
- В п'ятому колі за балами з рахунком 6:3 виграв у Горана Касум (Югославія);
- В шостому колі за балами з рахунком 8:0 виграв у Кім Сон Гу (Південна Корея) і вийшов у фінал;

У фіналі за балами з рахунком 10:1 виграв у Тібора Комаромі (Угорщина) і став олімпійським чемпіоном
Манеру боротьби Михайла Маміашвілі відомий тренер Геннадій Сапунов охарактеризував так:
|  | Миша Маміашвілі якщо захоплював суперника за голову, то або її відривав, або від опонента, якщо все ж таки вдавалося викрутитися, залишалася тільки половина борця, і результат сутички не викликав сумнівів |

.

## Тренерська кар'єра
У 1986 році М.Маміашвілі закінчив Омський державний інститут фізичної культури, отримавши спеціальність тренера-викладача.
В 1990 році закінчив курси інструкторів по спорту вищої кваліфікації при Військовому інституті фізичної культури Омського державного інституту фізичної культури.
В 1991 році був призначений головним тренером збірної Росії з греко-римської боротьби. Очолював Об'єднану команду СНД на Олімпіаді 1992 року У 1998—2002 роках — начальник Центрального спортивного клубу армії. З 1995 року — віце-президент Федерації спортивної боротьби Росії, з 2001 року — Президент Федерації спортивної боротьби Росії. Член бюро Міжнародної федерації аматорської боротьби (FILA). Член виконавчого комітету національного олімпійського комітету Росії, а з 2001 року віце-президент олімпійського комітету Росії.

## Визнання
28 квітня 2022 року Михайла Маміашвілі позбавлено звання «Почесний громадянин Конотопа».
З 2007 по 2022 роки Конотопська ДЮСШ мала почесне ім’я Михайла Маміашвілі.

## Родина
Одружений з Маміашвілі Маргаритою Володимирівною (1962 р. н.). У них народилось троє дітей:
- Тамара (1984 р.н.);
- Татіана (1989 р.н.) — випускниця МГІМО, одружена з сином Федора Бондарчука Сергієм. В грудні 2012 р. у них народилася дочка Маргарита, а в травні 2014 року — дочка Віра.
- Єлизавета (2000 р.н.)

Живе в Москві.

## Звання
Володар Золотого поясу кращого борця світу (1986, 1988)
- Кандидат педагогічних наук (1998)
- Військове звання — полковник.

## Нагороди
- Орден «За заслуги перед Вітчизною» IV ступеня (2014 року)[7]
- Орден Пошани (2011) — за заслуги в розвитку фізичної культури і спорту
- Орден «Знак Пошани» (1985)
- Орден Дружби народів (1989)
- Медаль ордена «За заслуги перед Вітчизною» I ступеня (2001)[8]
- Медаль ордена «За заслуги перед Вітчизною» II ступеня (1997)[9]
- Орден «За заслуги» III ступеня (Україна, 2012)[10].
- Почесна грамота Президента Російської Федерації (2013)[11]